# Dieta dimagrante
La dieta dimagrante è un regime alimentare atto a produrre una riduzione di peso corporeo nella persona che lo segue.
È opportuno che sia consigliata e studiata caso per caso da un dietista qualificato, in realtà in molti casi è scelta in modo arbitrario da individui che ritengono necessario ridurre il proprio peso, in genere per corrispondere ad un determinato canone estetico. Intraprendere una dieta dimagrante senza sottoporsi ad uno stretto controllo medico può comportare rischi per la salute e danni permanenti. Secondo Altroconsumo nel 2009 erano oltre 300.000 i siti web italiani a proporre modelli alimentari e "diete" senza alcuna competenza medica, istigando all'anoressia nervosa o alla bulimia. 
Le diete dimagranti si basano generalmente su un regime ipocalorico, inteso a ridurre l'apporto di calorie coi cibi, generalmente privilegiando gli alimenti meno ricchi in nutrienti calorici come i lipidi e gli zuccheri. Molte diete inoltre si basano su una generale riduzione dell'assunzione di cibo, indipendentemente dal tipo di alimento. Diversamente, le diete dimagranti chetogeniche non limitano la quantità di calorie introdotte col cibo, ma si basano sulla forte riduzione dei carboidrati assunti e sull'indice glicemico degli alimenti scelti.
I dietisti ritengono che per controllare il peso corporeo l'adozione di un regime alimentare controllato non è sufficiente: è necessario anche svolgere attività fisica regolare (come ad esempio praticare una qualche attività sportiva).
Oltre al conteggio delle calorie, la dietologia clinica tiene conto della corretta sequenza di assunzione dei cibi, e di alcuni microelementi a bassissimo contenuto di calorie, necessari per un corretto metabolismo.

Sono determinanti l'apporto di vitamine del gruppo B necessarie per il metabolismo di glucosio e carboidrati, e un corretto equilibrio ormonale:
- insulina-glucagone e in particolare evitare l'insulinoresistenza;
- normali livelli di ormone cortisolo, melatonina per il ciclo sonno-veglia, adiponectina negli adipociti;
- controllo dell'acidosi e Sindrome metabolica: indice glicemico dei cibi, che impattano sulla perdita di massa magra e muscolare e sulla sintesi dell'ormone della crescita;
- proteina Foxa2, attiva a digiuno, che regola l'espressione di due neuropeptidi: L'MCH (melanin-concentrating hormone) e l'orexina, che a livello ipotalamico regolano l'appetito e la voglia di muoversi;
- ipoassia: bssa concentrazione di ossigeno nel sangue, che si unisce con grassi e carboidrati, e in seconda istanza, con le proteine, ed è indispensabile per il loro metabolismo.

A ciò si aggiunge la ritenzione idrica causata da squilibri della pompa sodio-potassio intorno alle cellule, oppure da acido lattico.

## Storia

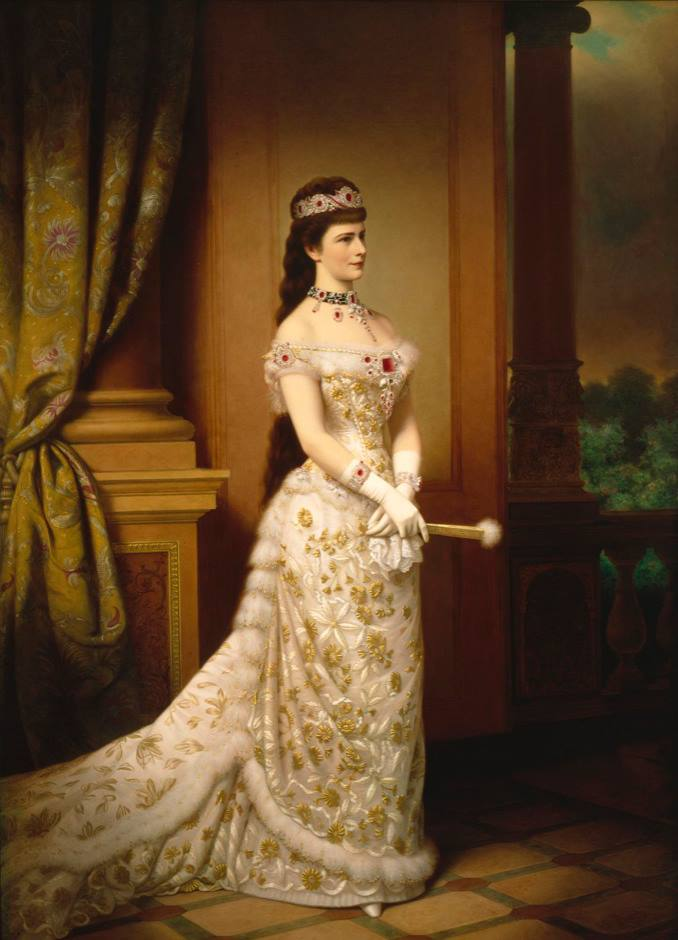
L'imperatrice Sissi

Sebbene notizie di regimi dietetici poveri si trovino nel De agri coltura di Catone del II secolo a.C. che suggerisce pasti a base di cereali e legumi e ancor prima nel VI secolo Pitagora suggerisse un vitto vegetariano, la diffusione della restrizione alimentare è propria dell'epoca moderna, sia per l'affermarsi di un canone di bellezza che vuole la donna filiforme, sia per il benessere che ha reso disponibile una quantità di alimenti tali da far aumentare il numero delle persone in sovrappeso o francamente obese.
Nel Medioevo era diffusa la pratica del digiuno per la purificazione e la mortificazione della carne, soprattutto nel periodo della Quaresima.
La prima donna ad incarnare il modello contemporaneo di bellezza caratterizzato da una figura slanciata o longilinea fu l'Imperatrice Elisabetta di Baviera, detta Sissi, alta oltre un metro e settanta centimetri, la cui vita non superava i 45 centimetri e il cui peso era di soli 45 kg. Per conservare tale risultato la principessa, che era golosissima di dolci e in particolare di cioccolato, si sottoponeva a rigide diete inventate da lei, nonché a intenso esercizio fisico. Generalmente consumava un solo pasto al giorno, nel frattempo beveva tè alla violetta. Inventava continuamente nuovi regimi alimentari, a base di latte di capra, uova crude, vino Tokaj, brodo di verdure, carne cruda di manzo e si pesava più volte al giorno, tanto da farla ritenere anoressica.

## Modelli di dieta dimagrante
Quella che segue è una rassegna dei modelli alimentari attualmente più seguiti nella popolazione, nei quali spesso non si considera solo l'effetto dimagrante; la letteratura scientifica a supporto è talvolta scarsa. 
- Dieta ipocalorica, è basata sulla riduzione delle calorie introdotte giornalmente col cibo; il limite massimo è fissato, a seconda dei casi, su un valore compreso fra 1200 e 500 kcal giornaliere.[10]
- Dieta low-carb, detta anche dieta Atkins: è una dieta dove vengono eliminati quasi del tutto i carboidrati, lasciando i pasti ricchi in grassi e proteine.
- Digiuno intermittente: termine ombrello per vari piani alimentari che alternano un periodo di digiuno e di alimentazione in un periodo definito.
- Dieta LCHF (Low Carb High Fat)  a basso tenore di carboidrati e ad alto tenore di grassi[11]
- Dieta del minestrone: consiste nel mangiare per alcuni giorni solo pasti di un minestrone molto brodoso composto di cavoli e verdure varie. Non è assolutamente adatta a perdere peso in altre condizioni che non siano quelle strettamente preoperatorie, e sotto stretta sorveglianza medica.[12]
- Protein-Sparing Modified Fast (PSMF), letteralmente digiuno modificato per il risparmio proteico, è un regime alimentare fortemente ipocalorico in cui l'unica fonte calorica è data da proteine alimentari.[13][14]
- Dieta Scarsdale: del dottor Herman Tarnover, limita le calorie e riduce leggermente i carboidrati, privilegiando le proteine.
- Dieta dissociata : inventata dal dottor William Howard Hay, prescrive di non mangiare nello stesso pasto carboidrati e proteine. Una variante è la dieta che impone di mangiare un unico tipo di alimento in tutti i pasti dello stesso giorno, altra variante è quella che impone pasti senza combinare carboidrati con grassi e con proteine.
- Cronodieta: spiega che gli alimenti sono più o meno assimilabili a seconda dell'ora del giorno, in base ai ritmi circadiani dell'organismo, per cui un piatto di pasta mangiato il mattino presto non verrà assimilato come durante il pranzo di mezzogiorno.
- Dieta a Zona: proposta da Barry Sears negli anni novanta, è una dieta che segue un complicato schema numerico per le calorie e i nutrienti introdotti ad ogni pasto. Recentemente ne è stata elaborata una versione più vicina ai gusti italiani (zona italiana).
- Dieta Hollywood: (detta anche dieta della California o dieta della frutta) è la dieta resa famosa per essere stata adottata da alcune star di Hollywood per mantenersi in forma. Nelle prime 48 ore si assume solo pompelmo e succo di pompelmo, poi si segue una dieta a base di sola frutta. Nelle varianti più permissive si associano anche alimenti proteici.
- Dieta South Beach: è una dieta alla moda negli Stati Uniti inventata dal dottor Arthur Agatston, privilegia un modello alimentare con ridotto apporto di carboidrati ad alto indice glicemico.
- Dieta Montignac: è una dieta lanciata dal giornalista francese Michel Montignac; limita i carboidrati ad alto indice glicemico.
- Dieta dell'astronauta: si tratta sostanzialmente di una variante della dieta Atkins; da questa si differisce per una diminuzione dei grassi (nella dieta Atkins sono circa il 62%) e un aumento dei carboidrati (nella Atkins sono il 14%), tuttavia i carboidrati risultano comunque fortemente penalizzati e, in termini pratici, ciò corrisponde all'eliminazione pressoché completa di pane, pasta e cereali in genere.
- Dieta ABCDE: (Anabolic Burst Cycling of Diet and Exercise, ciclo anabolico di dieta ed esercizio) è stata inventata da Torbjon Akwrfeldt per aumentare l'anabolismo. Consiste nel seguire una dieta ipercalorica per due settimane seguito da un periodo ipocalorico.
- Dieta a punti: fu ideata negli anni settanta dal dott. Guido Razzoli; si basa su una riduzione marcata dei carboidrati; a ogni 100 g di alimento viene assegnato un punteggio. Viene lasciata libertà di comporre il proprio menù giornaliero, rispettando il vincolo che la somma complessiva dei punti corrispondenti a quanto mangiato sia compreso tra 40 e 60.